# St. John’s Evangelical Lutheran Church (New York City)

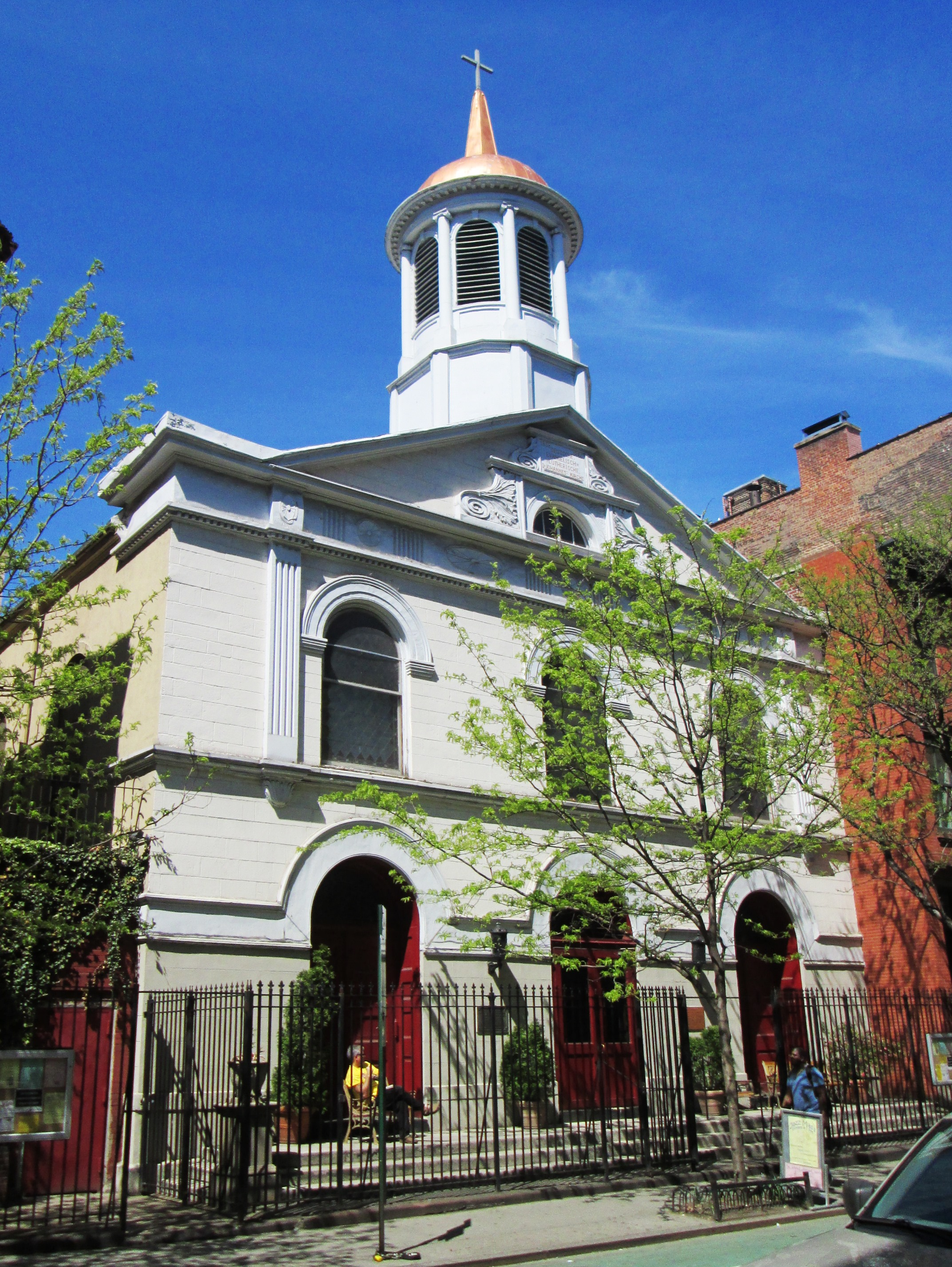
St. John’s

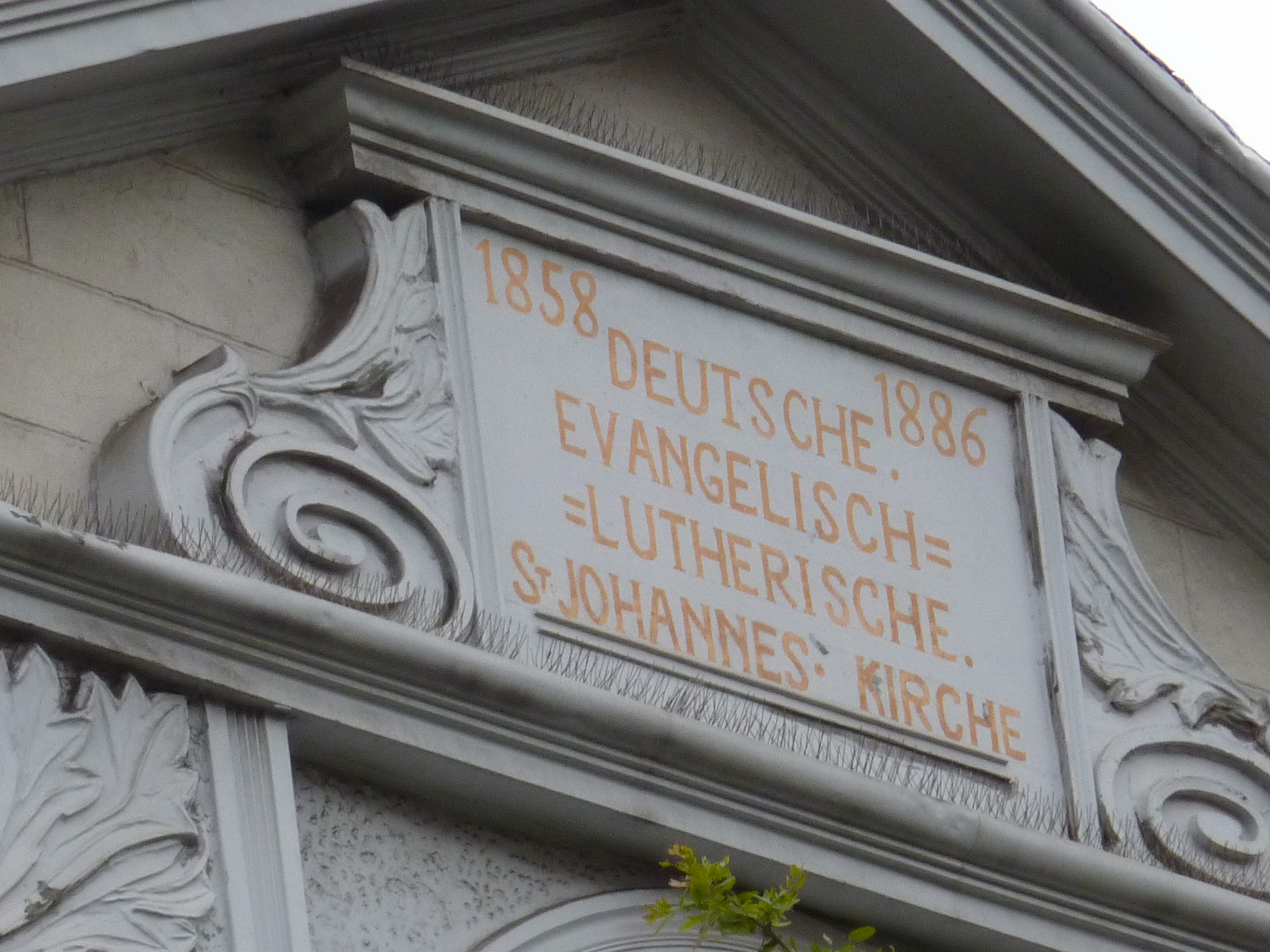
Deutschsprachige Giebelinschrift

Die St. John’s Evangelical Lutheran Church  ist eine evangelisch-lutherische Gemeindekirche. Sie befindet sich in der Christopher Street im West Village im New Yorker Stadtteil Greenwich Village, Manhattan. Die Gemeinde gehört zur Evangelisch-Lutherischen Kirche in Amerika. Das Kirchengebäude wurde als Teil des Greenwich Village Historic District im Jahr 1969 durch die Landmarks Preservation Commission der Stadt New York City unter Denkmalschutz gestellt.

## Geschichte
Das Kirchengebäude wurde 1821/22 als Eighth Presbyterian Church auf dem Gelände des Hartwick Seminary, des ersten lutherischen Seminars in den Vereinigten Staaten, errichtet. 1842 wurde das Gebäude durch die Episkopalkirche übernommen, die es dem heiligen Matthäus weihte. 1858 wurde die Kirche wiederum von einer damals noch deutschsprachigen lutherischen Gemeinde übernommen. Über dem Giebel befindet sich in deutscher Sprache die Inschrift „1858 DEUTSCHE EVANGELISCH-LUTHERISCHE ST JOHANNES KIRCHE 1886“.